# پچ (کالیفرنیا)
پچ (به انگلیسی: Patch) یک منطقهٔ مسکونی در ایالات متحده آمریکا است که در شهرستان کرن، کالیفرنیا واقع شده‌است. پچ ۱۲۸ متر بالاتر از سطح دریا واقع شده‌است.